# الانیورت، قوزلیورت
الانیورت، قوزلیورت (به لاتین: Alanyurt, Güzelyurt) یک منطقهٔ مسکونی در ترکیه است که در استان آق‌سرای واقع شده‌است.

## خصوصیات
الانیورت ۱۹۴ نفر جمعیت دارد و ۱٬۵۶۰ متر بالاتر از سطح دریا واقع شده‌است.